# Stanisław Grocholski
Stanisław Norbert Jan Grocholski (ur. 6 czerwca 1860 w Żołyni, zm. 26 lutego 1932 w Buffalo) – polski malarz, grafik i ilustrator.

## Życiorys
Syn Antoniego Rafała pieczętującego się herbem Syrokomla i Izabeli Wysockiej. Na przestrzeni lat kształcił się w Szkole Sztuk Pięknych w Krakowie, Akademii Sztuk Pięknych w Wiedniu, a także Akademii Sztuk Pięknych w Monachium. Jego nauczycielami byli Władysław Łuszczkiewicz, Jan Matejko, Carl Wurzinger i Sándor Wagner. Debiutanckim obrazem malarza, wystawionym na Lwowskiej Wystawie Obrazów i Rzeźb w 1877 roku była Hania. Podczas pobytu w Monachium wystawił z kolei obraz Wieszanie bielizny. Mieszkając w stolicy Bawarii założył prywatną szkołę malarstwa i rysunku. Wysyłał również swoje prace na wystawy krajowe do Warszawy i Krakowa. Malował głównie portrety, sceny rodzajowe (często podejmował tematykę religijną, a także folkloru żydowskiego). Poza wystawami, reprodukcje jego dzieł można było zobaczyć również na łamach czasopism „Kłosy” i „Tygodnika Ilustrowanego”. W 1899 roku sprzedał dom i razem z żoną, Izabelą wyemigrował z Niemiec do Stanów Zjednoczonych. Od momentu wyjazdu (1901) mieszkał w Milwaukee, San Francisco, Chicago, Nowym Jorku i Buffalo, gdzie był pracownikiem polskiego konsulatu (prawdopodobnie po 1918 roku).
Zmarł 26 lutego 1932 w szpitalu Lafayette General w Buffalo.

## Dzieła

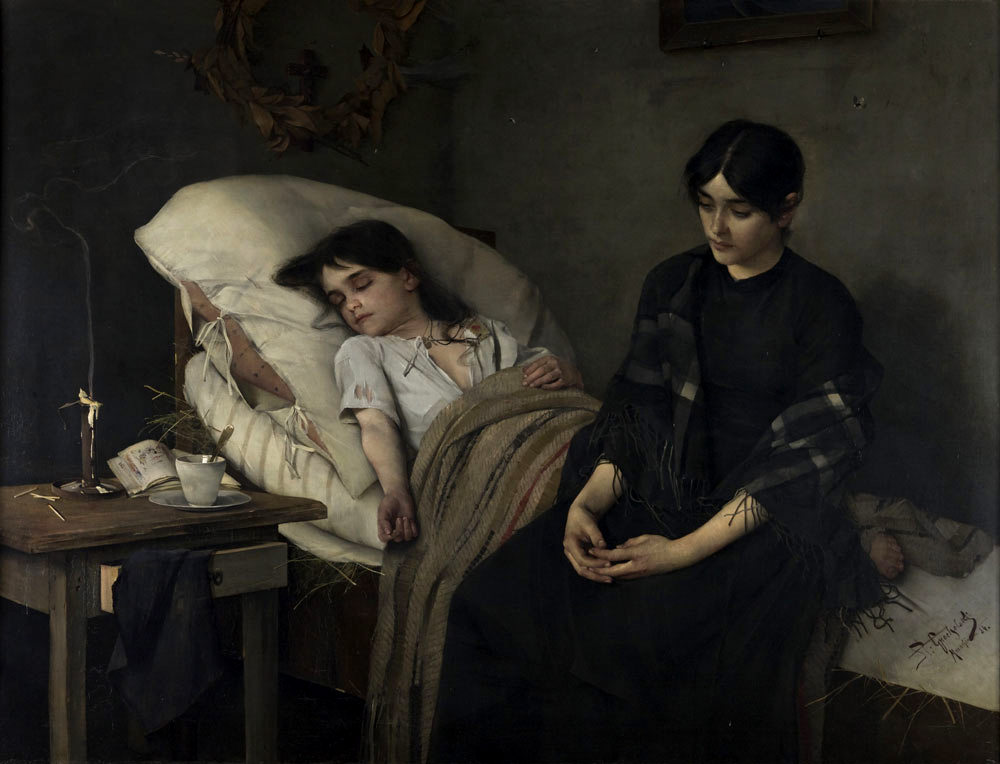
Śmierć sieroty
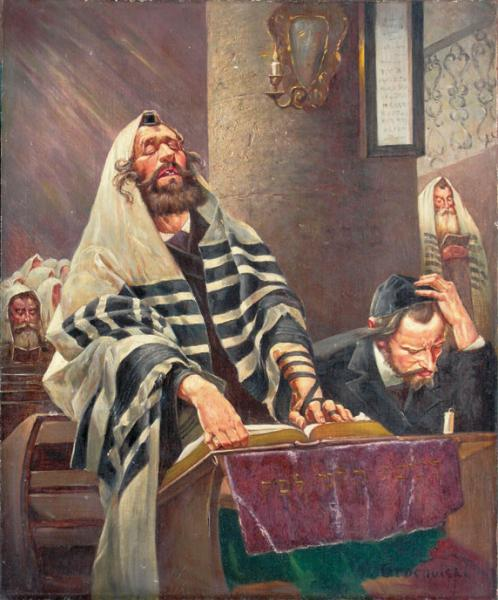
Modlący się Żydzi
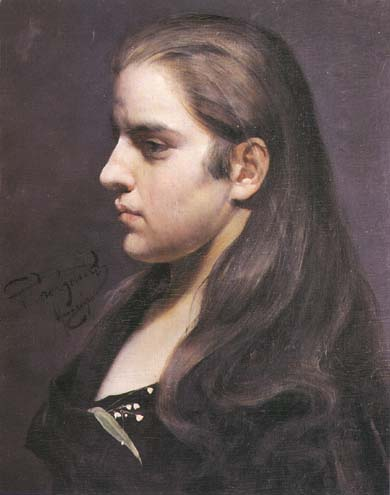
Portret dziewczyny z konwalią
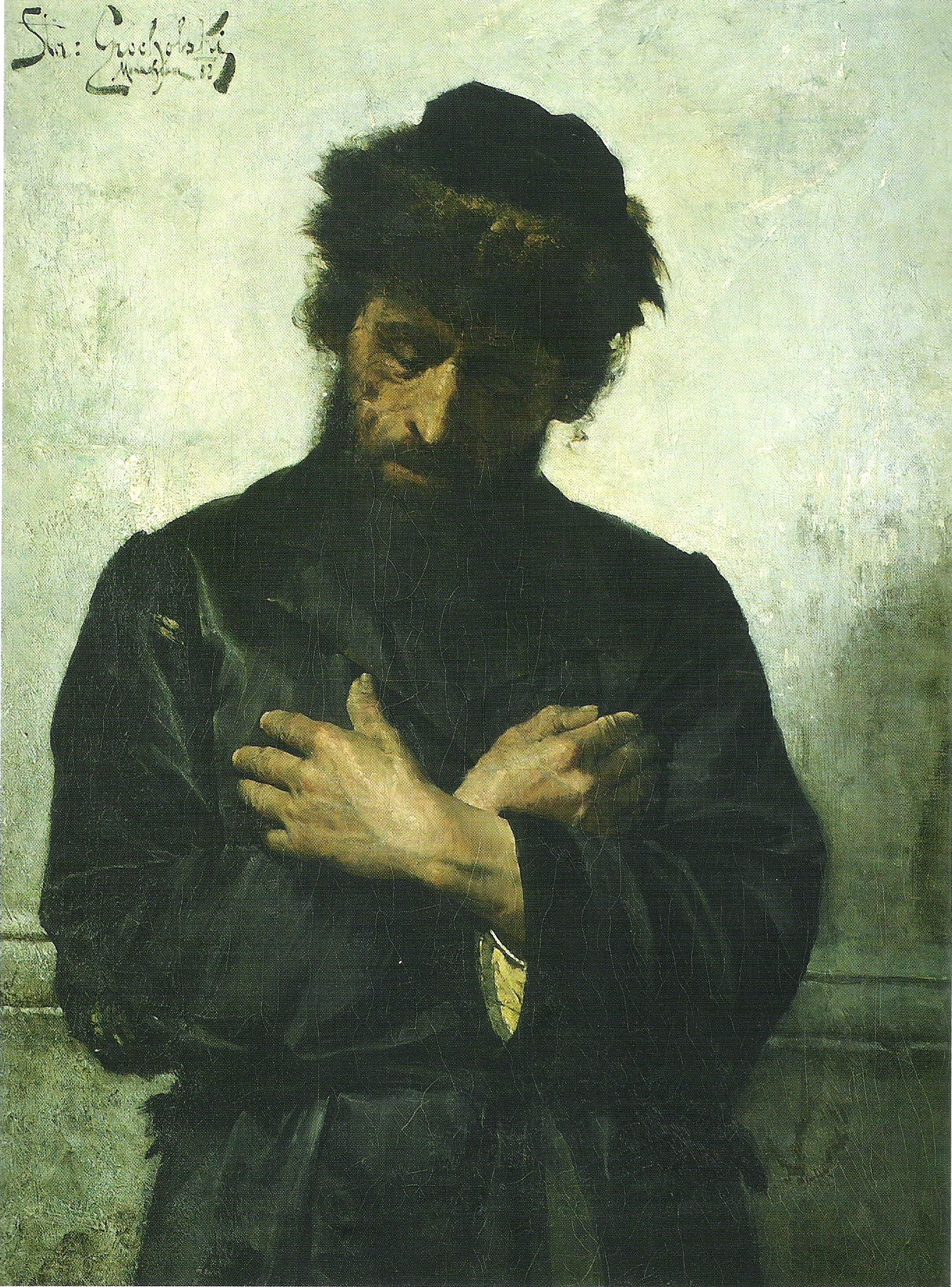
Modlący się Żyd
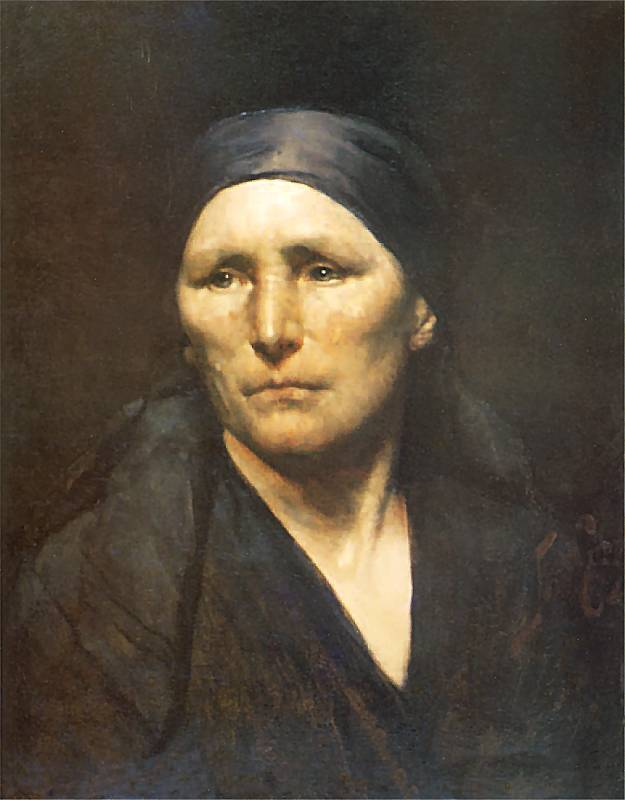
Kobieta z Bawarii